# Silenzer
Silenzer (ehemals Silencer) ist eine deutschsprachige österreichische Rockband, die musikalisch dem Rock und Metal zuzuordnen ist.

## Geschichte

### Gründung, Umbesetzung und Umbenennung
Silenzer wurde im Jahr 2018 im österreichischen Bruck an der Mur gegründet. Ihren ersten Liveauftritt absolvierte die Band am 24. Februar 2018 in der Flame Music Bar im slowakischen Bratislava. Die Gründungsmitglieder waren Andreas Ebner (Gitarre), David „Dave“ Gratzer (Gitarre), Markus „Mexx“ Hausegger (Bass), Christian „Chris“ Hollik (Gesang) und Christoph Scharfegger (Schlagzeug). Ebner, Hollik und Scharfegger spielten zuvor in der Street-Rock-Band Parkbench Drive, die mit der Single I’m Not Scared einen Charthit in Österreich im Jahr 2013 landen konnte.
Noch bevor das Debütalbum erschien, kam es zu personellen Veränderungen innerhalb der Band. Im Februar 2019 verließ Ebner die Band und war kurze Zeit später Gründungsmitglied der Rockband Papa Willy. Im gleichen Monat wurde er durch den Gitarristen Lukas „Iggy“ Meier ersetzt. Im September 2019, kurz nach dem Musikvideodreh zu Mitten ins Licht, verließ Schlagzeuger Scharfegger die Band. Ihn ersetzte Fabian „Gessi“ Gesselbauer, der erstmals am 9. November 2019, bei einem Konzert in der Coffee Bar in Innsbruck, mit der Band auftrat.
Am 2. März 2021 machte die Band über die sozialen Medien offiziell bekannt, dass sie die Schreibweise ihres Bandnamens ändern werde; aus „Silencer“ wurde „Silenzer“. Damit wollte man unter anderem der Verwechslungsgefahr mit der schwedischen Depressive-Black-Metal-Band Silencer aus dem Weg gehen.

### DebütalbumSeelenfeuer.(2018–2020)
Die erste offizielle Veröffentlichung von Silenzer war die digitale Singleauskopplung Fackeln am Mars, die zugleich als erste Auskopplung des Debütalbums am 2. April 2018 erschien. Diese erschien als 2-Track-Single mit der B-Seite Unendlichkeit. Das dazugehörige Musikvideo entstand unter der Regie von Thomas Troppacher (CSP Production) und feierte seine Premiere am 23. August 2018 auf YouTube. Am 11. Dezember 2018 erschien mit Frei Sein die zweite und letzte Single vorab aus dem Debütalbum. Wie sein Vorgänger erschien diese auch als digitale 2-Track-Single, allerdings mit der B-Seite Das Ende. Obwohl Das Ende nur als B-Seite erschien, wurde hierzu ein Musikvideo gedreht, das am 29. März 2019 premierte. Wie bei Fackeln am Mars führte erneut Troppacher Regie. Drei Wochen später, dem 15. April 2019, erschien eine EP mit dem Titel Seelenfeuer, die alle vier zuvor erschienenen Titel beinhaltet. Hierbei handelt es sich jedoch um keine reguläre beziehungsweise offizielle Veröffentlichung, die Mini-Kompilation erschien nur aufgrund eines Profilwechsels auf Spotify. Nachdem am 15. September 2019 ein Musikvideo zu Mitten ins Licht, einem Lied über Nahtoderfahrungen, unter der Regie von Nikolai Hasenhütl und Thomas Kern, veröffentlicht wurde, erschien schließlich am 27. September 2019 das Debütalbum Seelenfeuer. Das Album erschien in physischer Form auf CD sowie digital als Download und Streaming und besteht aus neun Titeln. Seelenfeuer. verzeichnete innerhalb der Metal-Szene gute Bewertungen, unter anderem neun neun von zehn Punkten vom Hellfire-Magazin, oder auch vier von fünf Punkte vom Metalunderground. Am Tag der Albumveröffentlichung erschien zeitgleich eine gleichnamige EP auf iTunes, die aus fünf Titeln des Albums besteht. Zum Abschluss erschien nachträglich ein Musikvideo zu Frei Sein am 30. Oktober 2020, dass wie Mitten ins Licht unter der Regie von Hasenhütl und Kern gedreht wurde.
Während der Promo- und Veröffentlichungsphase von Seelenfeuer. spielte die Band Konzerte in Deutschland, Frankreich, Österreich, Russland, der Slowakei, Slowenien, Spanien oder auch Ungarn. Die Band spielte dabei unter anderem im Vorprogramm namhafter Bands wie As I Lay Dying, Evergreen Terrace, Hatebreed, Puddle of Mudd und Stick to Your Guns.

### Zweites StudioalbumX(2021–2022)
Im April 2021 begann die Band mit der Promophase für ihr zweites Studioalbum. Hierfür veröffentlichte Silenzer zunächst die erste Singleauskopplung Deine Nähe tut weh als digitaler Einzeltrack und veröffentlichte am gleichen Tag ein Musikvideo dazu. Das Musikvideo, zu dem Lied über das Gefangensein in einer Liebesbeziehung, entstand durch die Lichterwald Filmproduktion. Zwei Monate später, dem 4. Juni 2021, folgte mit eX die nächste Vorabauskopplung. Das Lied erschien als digitale Single und Musikvideo. eX war zugleich die letzte Veröffentlichung im Selbstverlag, im Juli 2021 unterschrieb die Band beim deutschen Independent-Label Drakkar Entertainment. Als dritte und letzte Single, die ebenfalls vorab erschien, veröffentlichte die Band das Stück Abgrund am 5. November 2021. Wie seine beiden Vorgänger erschien die Single auch als digitaler Einzeltrack mit einem von der Lichterwald Filmproduktion gedrehtem Musikvideo. Bei der Single handelt es sich um die erste Veröffentlichung die durch Drakkar Entertainment erschien.
Zehn Monate nach der ersten Singleauskopplung erschien letztlich das zweite Studioalbum X durch Drakkar Entertainment am 25. Februar 2022. Das Album erschien als CD, Download, Streaming sowie Vinylplatte und setzt sich aus zehn Titeln zusammen. In der ersten Verkaufswoche platzierte sich das Album auf Rang 67 der deutschen Midweekcharts, am Ende verfehlte das Album jedoch den Einstieg in die offiziellen Albumcharts. Wie sein Vorgänger erhielt X auch positive Kritiken in der Metalszene, so bewertete der Stormbringer das Album mit 4,5 von fünf Punkten. Am gleichen Tag der Albumveröffentlichung veröffentlichte die Band die Videoauskopplung In deinem Verlies, das unter der Regie von Mirko Witzki entstand.
Im März und April 2022 spielte Silenzer im Vorprogramm der Jenseits Tour 2022 von Unzucht in Deutschland. Die Band präsentierte dabei sieben Titel aus ihren ersten beiden Alben. Im September 2022 spielten sie im Vorprogramm der Zeig Dich Tour von BRDigung in Deutschland und Österreich. Am 9. Dezember 2022 veröffentlichte Silenzer eine „Pianoversion“ zu Deine Nähe tut weh als Einzeltrack-Single, ihre erste Singleveröffentlichung seit November 2021. Am 23. Dezember 2022 erschien die EP B & A durch Drakkar Entertainment. Diese beinhaltet zwei Akustikaufnahmen bereits veröffentlichter Aufnahmen, einen Remix sowie mit Der Weg – einer Coverversion von Herbert Grönemeyer – einen zuvor unveröffentlichten Titel. Zwei Tage später erschien auch ein Musikvideo zu Der Weg, unter der Regie von Berni Ullrich.

### Singleauskopplungen und Bandausstiege (seit 2023)
Am 10. Februar 2023 veröffentlichte Silenzer die Single Out of the Dark, eine Coverversion von Falco, als digitaler Einzeltrack. Nach eineinhalb jähriger Pause, erschienen am 11. Oktober 2024 mehrere Veröffentlichungen. Zum einen erschien mit Bury Me Alive eine englischsprachige Version zu Deine Nähe tut weh als Einzeltrack-Single, zum anderen die 2-Track-EP K-Tamin mit den Liedern Asche und Staub und Hurricane, wobei zu letzterem ein Musikvideo unter der Regie von Berni Ullrich entstand. Am 14. November desselben Jahres folgte K-Tamin, Part 2 sowie einen Tag später die Videoauskopplung G.I.N.I. Ende des Jahres verließ Gitarrist Lukas Meier die Band. Im Juni folgte der Ausstieg von Sänger Christian Hollik.

## Stil
Silenzer ist musikalisch dem Metal zuzuordnen, stilistisch in den Bereichen des Metalcore und Modern Metal. Die Band selbst bezeichnet ihren Stil auch als „Rockcore“, die Musik sei: „Zu hart für Rock, zu weich für Metalcore“. In ihren deutschsprachigen Texten behandelt und verarbeitet Silenzer – laut eigenen Aussagen – ausschließlich private Emotionen und Momente aus der Gegenwart sowie der Vergangenheit. Die Liedtexte des Debütalbums stammten von Sänger Hollik, während der Schlagzeuger Scharfegger für die Kompositionen zuständig war. Auf dem zweiten Album X wurden die Lieder von allem Silenzer-Mitgliedern geschrieben beziehungsweise komponiert. Das E-Zine Morecore nannte als eines der „Markenzeichen“ von Silenzer: „trüber Melancholie, gepaart mit einem harten Gitarrensound“.

## Bandmitglieder
Aktuelle Besetzung

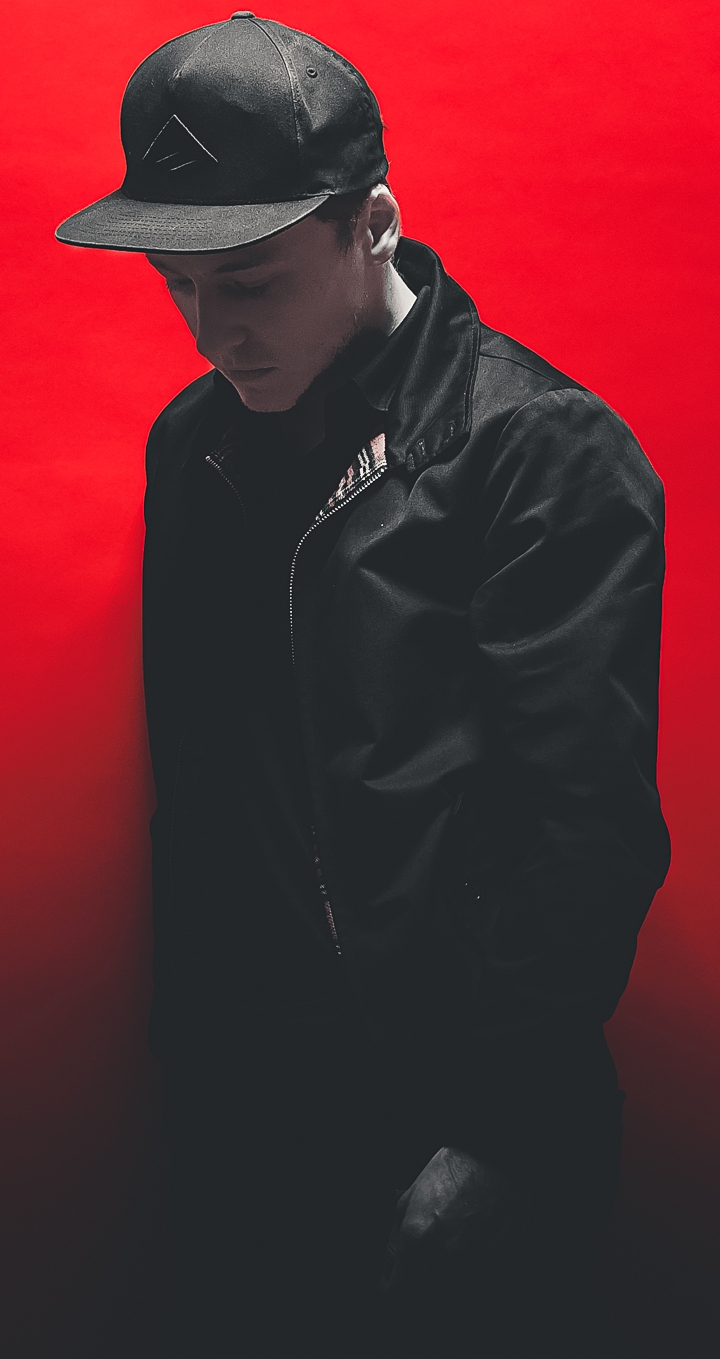
Fabian „Gessi“ Gesselbauer (Schlagzeug)
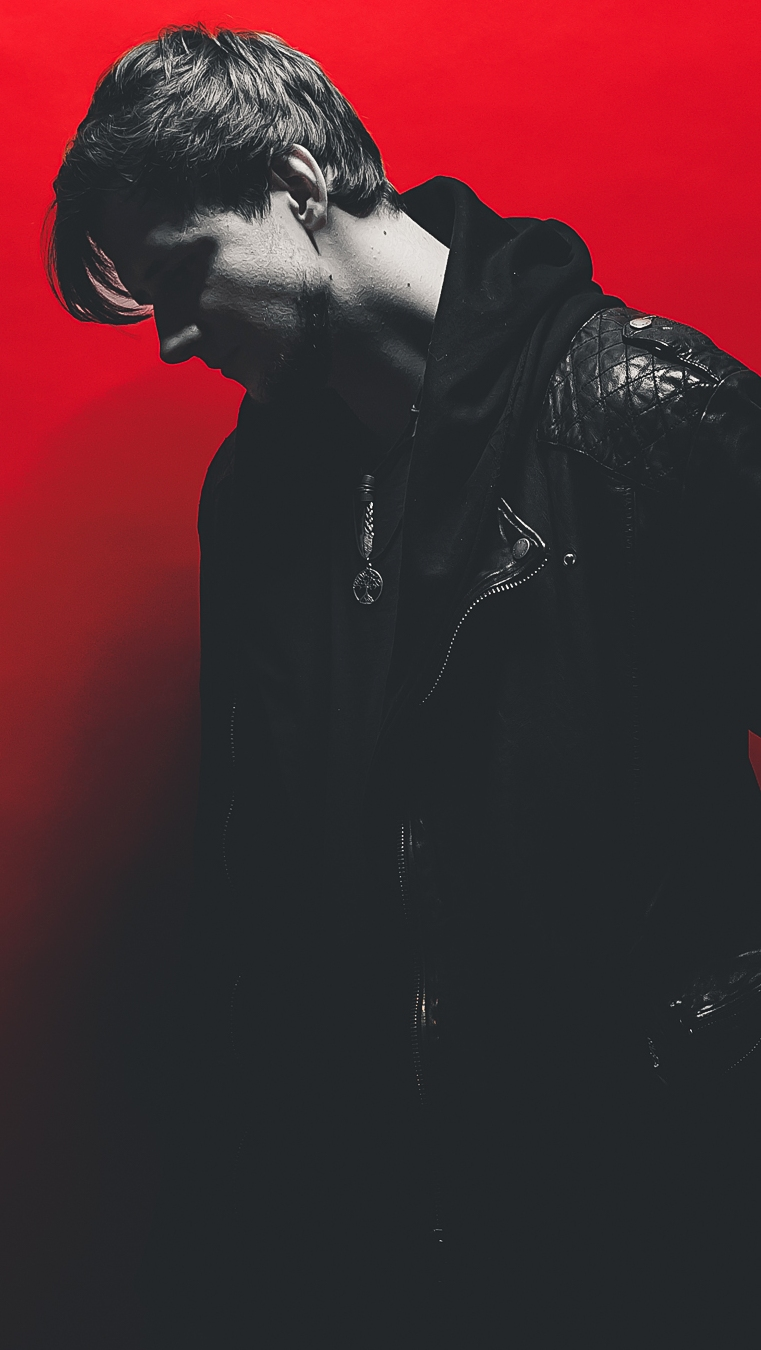
David „Dave“ Gratzer (Gitarre)
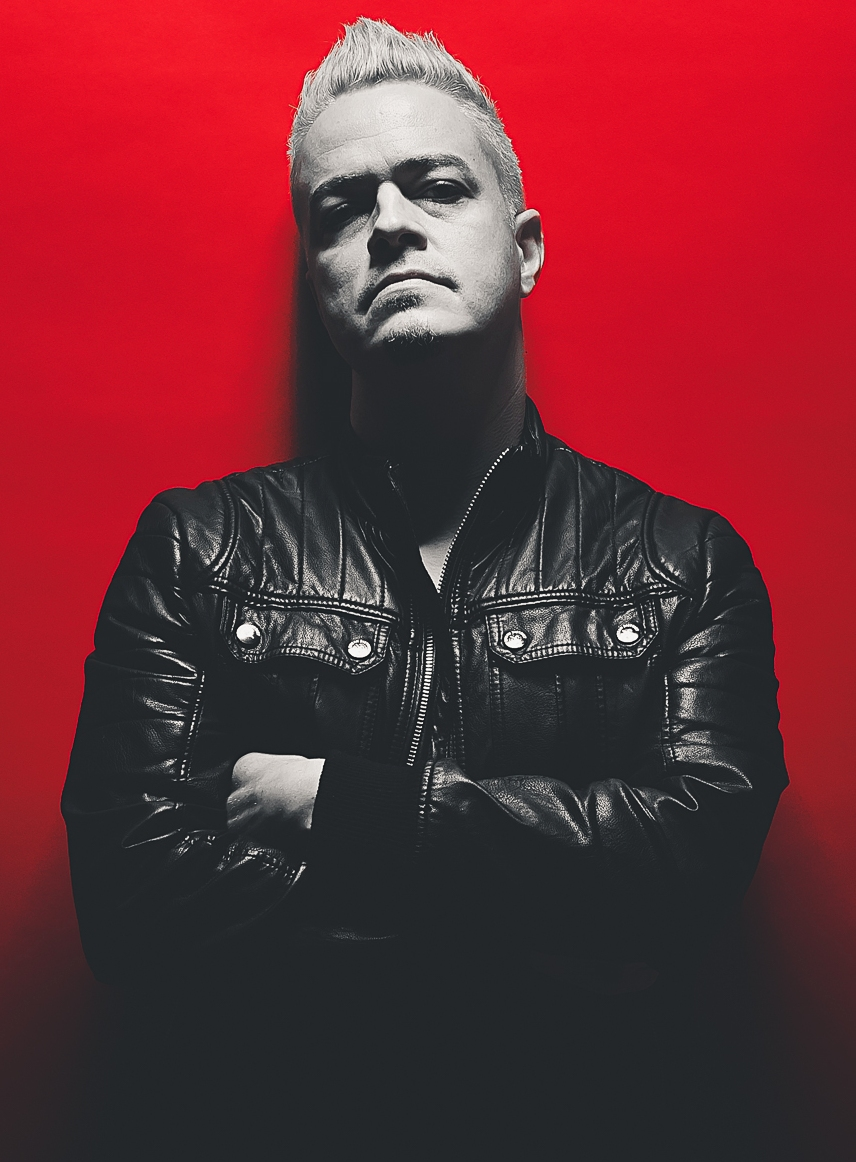
Markus „Mexx“ Hausegger (Bass)

Zeitstrahl

## Diskografie

### Alben
| Jahr         | Titel Musiklabel                | Anmerkungen                              |
| ------------ | ------------------------------- | ---------------------------------------- |
| als Silencer |                                 |                                          |
|              |                                 |                                          |
| 2019         | Seelenfeuer. Selbstverlag (DKR) | Erstveröffentlichung: 27. September 2019 |
| als Silenzer |                                 |                                          |
|              |                                 |                                          |
| 2022         | X Drakkar Entertainment (SMD)   | Erstveröffentlichung: 25. Februar 2022   |

| Jahr         | Titel Musiklabel                   | Anmerkungen                              |
| ------------ | ---------------------------------- | ---------------------------------------- |
| als Silencer |                                    |                                          |
|              |                                    |                                          |
| 2019         | Seelenfeuer Selbstverlag (DKR)     | Erstveröffentlichung: 15. April 2019     |
| 2019         | Seelenfeuer. Selbstverlag (DKR)    | Erstveröffentlichung: 27. September 2019 |
| als Silenzer |                                    |                                          |
|              |                                    |                                          |
| 2022         | B & A Drakkar Entertainment (SMD)  | Erstveröffentlichung: 23. Dezember 2022  |
| 2024         | K-Tamin Selbstverlag (DKR)         | Erstveröffentlichung: 10. Oktober 2024   |
| 2024         | K-Tamin, Part 2 Selbstverlag (DKR) | Erstveröffentlichung: 14. November 2024  |

### Lieder
| Jahr         | Titel Album                                          | Anmerkungen                                                                                           |
| ------------ | ---------------------------------------------------- | --- |
| als Silencer |                                                      | |
|              |                                                      | |
| 2018         | Fackeln am Mars Seelenfeuer.                         | Erstveröffentlichung: 2. April 2018                                                                   |
| 2018         | Frei Sein Seelenfeuer.                               | Erstveröffentlichung: 11. Dezember 2018                                                               |
| als Silenzer |                                                      | |
|              |                                                      | |
| 2021         | Deine Nähe tut weh auch bekannt als: Bury Me Alive X | Erstveröffentlichung: 16. April 2021 (DE-Version) Erstveröffentlichung: 10. Oktober 2024 (EN-Version) |
| 2021         | eX X                                                 | Erstveröffentlichung: 4. Juni 2021                                                                    |
| 2021         | Abgrund X                                            | Erstveröffentlichung: 5. November 2021                                                                |
| 2023         | Out of the Dark –                                    | Erstveröffentlichung: 10. Februar 2023 Original: Falco                                                |

| Jahr | Titel Album                                                                    | Anmerkungen |
| ---- | ------------------------------------------------------------------------------ | --- |
| 2021 | Happy Xmas (War Is Over) Rookies & Friends Sampler, Vol. 3 (Xmas Edition 2021) | Erstveröffentlichung: 26. November 2021 Original: John & Yoko/Plastic Ono Band with The Harlem Community Choir |

### Musikvideos
| Jahr         | Titel              | Regie                                                                                    |
| ------------ | ------------------ | ---------------------------------------------------------------------------------------- |
| als Silencer |                    |                                                                                          |
|              |                    |                                                                                          |
| 2018         | Fackeln am Mars    | Thomas Troppacher                                                                        |
| 2019         | Das Ende           | Thomas Troppacher                                                                        |
| 2019         | Mitten ins Licht   | Nikolai Hasenhütl, Thomas Kern                                                           |
| 2020         | Frei Sein          | Nikolai Hasenhütl, Thomas Kern                                                           |
| als Silenzer |                    |                                                                                          |
|              |                    |                                                                                          |
| 2021         | Deine Nähe tut weh | Lichterwald Filmproduktion (Original, 2021) Silenzer, Berni Ullrich (Pianoversion, 2022) |
| 2021         | eX                 | Lichterwald Filmproduktion                                                               |
| 2021         | Abgrund            | Lichterwald Filmproduktion                                                               |
| 2022         | In deinem Verlies  | Mirko Witzki                                                                             |
| 2022         | Der Weg            | Berni Ullrich                                                                            |
| 2024         | Hurricane          | Berni Ullrich                                                                            |
| 2024         | G.I.N.I.           | Thomas Kern                                                                              |